# Niedersulz
Niedersulz ist eine Ortschaft und eine Katastralgemeinde der Marktgemeinde Sulz im Weinviertel im Bezirk Gänserndorf in Niederösterreich.

## Geografie
Niedersulz liegt in der Niederung des Sulzbachs. Im Ort kreuzen die Landesstraßen L15 und L17.

## Geschichte
Der Ort wurde erstmals im Jahr 1196 erwähnt. Die Pfarre wurde vor 1200 gegründet, war dem Stift Heiligenkreuz inkorporiert und im 13. Jahrhundert wurde ein erster Kirchenbau errichtet.
Laut Adressbuch von Österreich waren im Jahr 1938 in der Marktgemeinde Niedersulz zwei Bäcker, ein Binder, ein Fleischer, ein Friseur, ein Gastwirt, drei Gemischtwarenhändler, eine Hebamme, ein Müller, ein Rohproduktehändler, zwei Sattler, ein Schlosser, zwei Schmiede, ein Schneider und eine Schneiderin, zwei Schuster, ein Tischler, ein Viktualienhändler, ein Wagner und einige Landwirte ansässig.

## Öffentliche Einrichtungen
In Niedersulz befindet sich ein Kindergarten.

## Sehenswürdigkeiten
- Museumsdorf Niedersulz

## Persönlichkeiten
- Josef Geissler, Gründer und Erbauer des Museumsdorfs in Niedersulz